# حسن شاكر شعاعي
حسن خان شاكر شُعاعي (29 مارس 1902 - 25 يوليو 1974) شاعر إيراني. 

## حياته وشعره
هو حسن بن محمد بن فتح الله، ولد يوم 29 مارس 1902/ 11 ذو الحجة 1319 في أروميةو نشأ وتعلم بها. بسبب ذوقه الشخصي، درس الأدب الفارسي الكلاسيكي. انتقل بعد الحرب العالمية الثانية إلى تبريز وطهران. للتعبير عن الوضع المحلي في مسقط رأسه بعد حرب، تضمن السعدي في قصيدةٌ مما أدى إلى شهرته. له أيضاً قصيدة مشهورة في مدح علي بن أبي طالب بالفارسية. توفي بالأرومية في 25 يوليو 1974/ 5 رجب 1394 ودفن في مقبرة رضوان.